# Micronecta vietnamica
Micronecta vietnamica (лат.) — вид мелких водяных клопов рода Micronecta из семейства Гребляки (Corixidae, Micronectinae, или Micronectidae). Юго-Восточная Азия: Вьетнам (Lao Cai, Cao Bang, Phu Tho, Ha Noi, Thanh Hoa, Nghe An, Ha Tinh).

## Описание
Мелкие водяные клопы, длина от 1,5 до 1,8 мм. Переднеспинка длиннее медианной длины головы. Цвет дорзума желтоватый. Гемелитрон пунктированный, с крупными темными отметинами, иногда нечёткими. Лоб и темя бледно-желтоватые, темя посередине с продольным коричневым пятном, глаза черновато-коричневые. Переднеспинка желтовато-коричневая с парой темно-коричневых поперечных отметин. Гемелитрон гиалиновый, светло-желтоватый. Нижняя часть груди и брюшко буровато-жёлтые, а ноги бледно-жёлтые. Вид был впервые описан в 2021 году вьетнамскими энтомологами Tuyet Ngan Ha и Anh Duc Tran (Faculty of Biology, VNU University of Science, Vietnam National University, Ханой, Вьетнам) по материалам из Вьетнама.